# Juri Schtschukin
Juri Schtschukin (russisch Ю́рий Ива́нович Щу́кин, engl. Transkription: Yuri Schukin; * 26. Juni 1979 in  Kislowodsk, Russische SFSR, Sowjetunion) ist ein ehemaliger kasachischer Tennisspieler russischen Ursprungs.

## Leben und Karriere
Schtschukin erzielte seine größten Erfolge auf der Challenger Tour. Insgesamt konnte er 24 Titel in seiner Karriere gewinnen, davon acht im Einzel und 16 weitere im Doppel. Auf der World Tour war der Finaleinzug in Warschau im Jahr 2008 an der Seite von Nikolai Dawydenko sein bestes Resultat. Sie unterlagen den polnischen Lokalmatadoren Mariusz Fyrstenberg und Marcin Matkowski knapp in drei Sätzen. Sein Grand-Slam-Debüt feierte er 2001 bei den Australian Open, wo er in der Auftaktrunde ausschied.
Da er für sich keine Chance sah, in das russische Davis-Cup-Team berufen zu werden, nahm Schtschukin im Sommer 2008 (genau wie seine Landsmänner Andrei Golubew und Michail Kukuschkin) die kasachische Staatsbürgerschaft an. So konnte er im September 2008 gegen die Philippinen erstmals für Kasachstan antreten.
Schtschukin erreichte mit den Positionen 119 in der Einzel- und 117 in der Doppelweltrangliste die höchsten Platzierungen seiner Karriere. Er bestritt sein letztes Profimatch auf der Tour im März 2013 in Hamburg und wird seit März 2014 nicht mehr in den Weltranglisten geführt.

## Erfolge
| Legende (Anzahl der Siege)                  |
| Grand Slam                                  |
| ATP World Tour Finals                       |
| ATP World Tour Masters 1000                 |
| ATP World Tour 500                          |
| ATP International Series ATP World Tour 250 |
| ATP Challenger Tour (24)                    |

### Einzel

#### Turniersiege
| Nr. | Datum              | Turnier    | Belag     | Finalgegner                   | Ergebnis      |
| --- | ------------------ | ---------- | --------- | ----------------------------- | ------------- |
| 1.  | 20. August 2000    | Sylt       | Sand      | Jakub Herm-Záhlava            | 6:2, 6:4      |
| 2.  | 19. Oktober 2003   | Belgaum    | Hartplatz | Dieter Kindlmann              | 6:3, 6:2      |
| 3.  | 26. September 2004 | Banja Luka | Sand      | Werner Eschauer               | 7:63, 7:67    |
| 4.  | 13. Mai 2007       | Dresden    | Sand      | Florian Mayer (Tennisspieler) | 7:65, 7:63    |
| 5.  | 26. August 2007    | Genf       | Sand      | Jesse Huta Galung             | 6:3, 6:2      |
| 6.  | 30. September 2007 | Neapel     | Sand      | Martín Vassallo Argüello      | 7:63, 6:1     |
| 7.  | 17. Mai 2010       | Zagreb     | Sand      | Santiago Ventura              | 6:3, 7:5      |
| 8.  | 4. Juni 2011       | Prostějov  | Sand      | Flavio Cipolla                | 6:4, 4:6, 6:0 |

### Doppel

#### Turniersiege
| Nr. | Datum              | Turnier            | Belag         | Partner             | Finalgegner                             | Ergebnis           |
| --- | ------------------ | ------------------ | ------------- | ------------------- | --------------------------------------- | ------------------ |
| 1.  | 20. August 2000    | Sylt               | Sand          | Ionuț Moldovan      | Ashley Fisher Gareth Williams           | 6:4, 6:2           |
| 2.  | 10. September 2000 | Freudenstadt       | Sand          | Ionuț Moldovan      | Julian Knowle Jean-Claude Scherrer      | 3:6, 6:3, 6:4      |
| 3.  | 1. Oktober 2000    | Brașov             | Sand          | Ionuț Moldovan      | Dick Norman Wolfgang Schranz            | 6:4, 6:1           |
| 4.  | 8. Oktober 2000    | Tanger             | Sand          | Ionuț Moldovan      | Cristian Kordasz Cristiano Testa        | 6:4, 2:6, 6:2      |
| 5.  | 22. September 2002 | Banja Luka (1)     | Sand          | Jaroslav Levinský   | Juan Pablo Guzmán Daniel Orsanic        | 7:65, 7:5          |
| 6.  | 21. September 2003 | Banja Luka (2)     | Sand          | Ionuț Moldovan      | Nikola Ćirić Goran Tošić                | 6:2, 7:5           |
| 7.  | 3. Juli 2005       | Reggio nell’Emilia | Sand          | Irakli Labadse      | Francesco Aldi Tomas Tenconi            | 6:4, 6:3           |
| 8.  | 27. August 2006    | Genf (1)           | Sand          | Michal Navrátil     | Konstantinos Economidis Lovro Zovko     | 1:6, 6:2, [10:6]   |
| 9.  | 23. März 2007      | Rabat              | Sand          | Orest Tereschtschuk | Peter Luczak Boris Pašanski             | 6:78, 7:64, [10:3] |
| 10. | 19. August 2007    | Graz               | Sand          | Sebastián Decoud    | Jérémy Chardy Predrag Rusevski          | 3:6, 6:3, [10:7]   |
| 11. | 26. August 2007    | Genf (2)           | Sand          | Sebastián Decoud    | Jamie Cerretani Olivier Charroin        | 6:3, 6:74, [10:4]  |
| 12. | 9. Mai 2009        | Sanremo            | Sand          | Dmitri Sitak        | Daniele Bracciali Giancarlo Petrazzuolo | 6:4, 7:64          |
| 13. | 2. August 2009     | Tampere            | Sand          | Peter Luczak        | Simone Vagnozzi Uros Vico               | 6:1, 6:76, [10:4]  |
| 14. | 6. Februar 2010    | Kasan              | Hartplatz (i) | Jan Mertl           | Tobias Kamke Julian Reister             | 6:2, 6:4           |
| 15. | 1. Oktober 2011    | Neapel             | Sand          | Antonio Veić        | Hsieh Cheng-peng Lee Hsin-han           | 6:75, 7:5, [10:8]  |
| 16. | 16. Juni 2012      | Monza              | Sand          | Andrei Golubew      | Teimuras Gabaschwili Stefano Ianni      | 7:64, 5:7, [10:7]  |

#### Finalteilnahmen

##### ATP World Tour
| Nr. | Datum        | Turnier  | Belag | Partner           | Finalgegner                          | Ergebnis         |
| --- | ------------ | -------- | ----- | ----------------- | ------------------------------------ | ---------------- |
| 1.  | 9. Juni 2008 | Warschau | Sand  | Nikolai Dawydenko | Mariusz Fyrstenberg Marcin Matkowski | 0:6, 6:3, [4:10] |